# Marcos Ambrose
Marcos Ross Ambrose (* 1. September 1976 in Launceston, Tasmanien) ist ein ehemaliger australischer Automobilrennfahrer und heutiger Motorsportfunktionär. Er ist der erste Australier, der ein Rennen der US-amerikanischen NASCAR Cup Series gewinnen konnte.
Ambrose begann seine Karriere 1986 im Kartsport und gewann nach mehreren regionalen Titeln in Tasmanien 1995 die Australische Kartmeisterschaft. 1996 stieg er in den Monopostosport ein und startete in den Folgejahren in verschiedenen Meisterschaften der Formel Ford und Formel 3. Von 2001 bis 2005 nahm er an der V8 Supercars Championship teil, in der er 2003 und 2004 den Titel des australischen Tourenwagenmeisters gewann.
2006 zog Ambrose in die USA und stieg in den Folgejahren durch die Stock-Car-Rennklassen der NASCAR in dessen höchste Motorsportliga, die NASCAR Cup Series, auf. Er zeichnete sich insbesondere bei den vereinzelten Rennen auf Straßenkursen in den Rennkalendern aus und siegte bis 2014 insgesamt sechsmal auf dem Watkins Glen International. 2015 fuhr er noch einige Rennen der V8 Supercars in seiner Heimat und beendete im Anschluss seine aktive Karriere.

## Persönliches
Marcos Ambrose wurde 1976 im tasmanischen Launceston geboren und wuchs auch dort auf. Sein Vater Ross war in den 1960er- und 1970er-Jahren ebenfalls als Rennfahrer aktiv und zusammen mit Ralph Firman Sr., dem Vater des ehemaligen Formel-1-Fahrers Ralph Firman, Mitgründer des Rennwagenherstellers Van Diemen International. Ambrose machte am Scotch Oakburn College in Launceston seinen schulischen Abschluss und belegte danach an der Launceston University kurzzeitig einen Studiengang.
Ambrose' Tochter Tabitha ist ebenfalls Rennfahrerin und startet 2025 für Marcos Ambrose Motorsport in der australischen Formel-Ford-Meisterschaft.

## Karriere

### Amateur- und Nachwuchsklassen (bis 2000)
Marcos Ambrose saß mit zehn Jahren erstmals in einem Kart. In seiner Jugend gewann er insgesamt viermal die lokale Jugendmeisterschaft in Tasmanien und im April 1995 schließlich die auf dem Dubbo Circuit in New South Wales ausgetragene gesamtaustralische Kartmeisterschaft in der Klasse Clubman Heavy. Nach diesem Erfolg entschloss er sich zunächst zu einer Karriere im Monopostosport. Er stieg dazu 1996 in die australische Formel Ford ein und verlor die Saison 1997 mit 238 zu 248 Punkten nur knapp an Garth Tander. Er bildete zudem zusammen mit Jason Bargwanna die australische Fahrerpaarung für den EFDA Nations Cup in der Formel Opel. Das Duo belegte den achten von dreizehn Plätzen.
Da die Möglichkeiten zur sportlichen Weiterentwicklung in Australien begrenzt waren, zog Ambrose 1998 ins Vereinigte Königreich, um an der britischen Formel-Ford-Meisterschaft teilzunehmen. In der Saison 1998 belegte er den fünften Platz, 1999 verbesserte er sich auf den vierten Gesamtrang. In diesem Jahr gelang ihm zudem der Sieg im Formula Ford Eurocup. Für das Motorsportjahr 2000 gelang Ambrose der Aufstieg in die Formel 3. Er nahm an der französischen und britischen Meisterschaft teil, erreichte aber außer einigen Punkten keine größeren Erfolge. Nachdem sich für eine Fortsetzung seiner Monoposto-Karriere in Europa aus finanziellen Gründen keine weiteren Perspektiven boten, kehrte Ambrose Ende 2000 in seine Heimat zurück. Da es in Australien seit dem Ende der Tasman-Serie Mitte der 1970er-Jahre keine über Amateurklassen hinausgehende Formel-Rennserie mehr gab, war der Wechsel in den dort weitaus populäreren Tourenwagensport der nächstlogische Karriereschritt.

### V8 Supercars Championship (2001–2005)

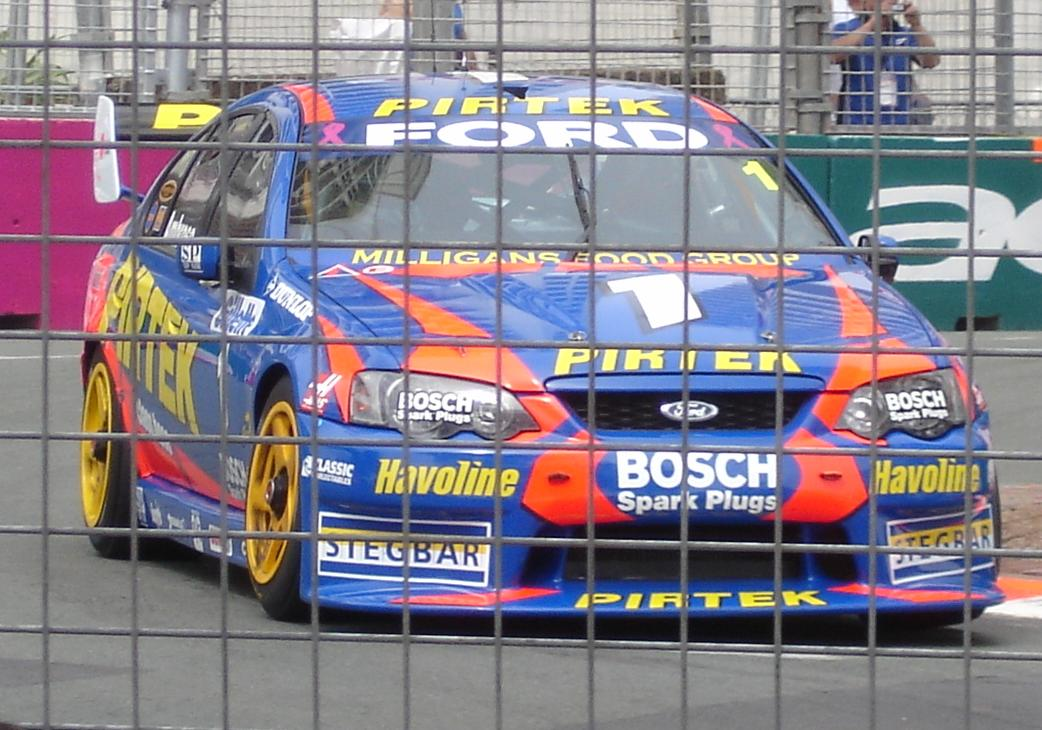
Ambrose im Pirtek Racing Ford Falcon AU, Surfers Paradise, 2004

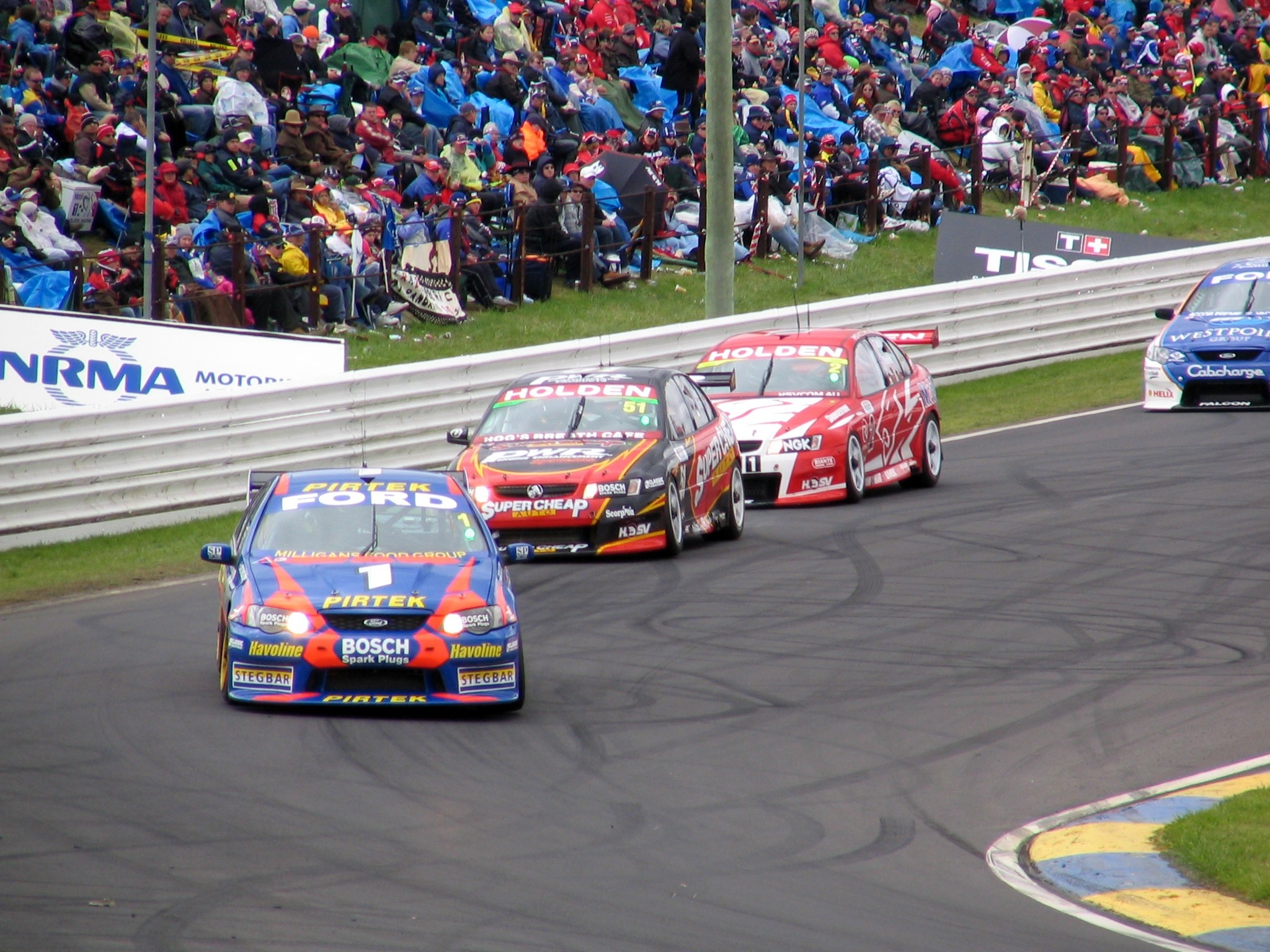
Ambrose in Führung, Bathurst, 2005

Ambrose gelang es, mit Stone Brothers Racing, die den Ford Falcon AU einsetzten, einen Fahrervertrag für die Saison 2001 der V8 Supercars Championship, abzuschließen. Sein erstes Rennen dieser prestigeträchtigsten australischen Tourenwagenmeisterschaft war der als Teil der Rahmenveranstaltung des Großen Preises von Australien ausgetragene und als Vorbereitung für die gewerteten Läufe gedachte Hot Wheels V8 Supercar Showdown. Dort sogte Ambrose für Furore, als es ihm gelang, sich beim ersten der drei Durchläufe für die Pole-Position zu qualifizieren. Er beendete das Rennen auf dem siebten Platz, was gleichzeitig sein bestes Ergebnis der Veranstaltung war. Beim vierten gewerteten Saisonlauf, dem Rennwochenende auf dem Hidden Valley Raceway bei Darwin, gelang Ambrose der erste große Erfolg: Aufgrund des besonderen Wertungssystems der V8 Supercars, bei dem der Gesamtsieg eines Rennwochenendes von in mehreren Einzelrennen gewonnenen Punkten abhängt, konnte er sich, ohne eines der Rennen gewonnen zu haben, mit drei Podiumsplätzen und einem vierten Platz gegen die Verfolger Jason Bright und Mark Skaife durchsetzen. Am Saisonende belegte Ambrose den achten Rang im Endklassement und wurde als Rookie of the Year ausgezeichnet.
Die Saison 2002 begann für Ambrose vielversprechend mit einer weiteren Pole-Position beim auf dem Phillip Island Circuit ausgetragenen, ersten gewerteten Rennwochenende, die ihm im ersten Lauf zu seinem ersten Rennsieg verhalf. Er blieb ärgster Verfolger, konnte mit seinem Ford aber nicht bedeutend in den Meisterschaftskampf eingreifen, der von den den Holden VX Commodore einsetzenden Teams dominiert wurde. Ein dritter Platz im Schlussklassment sowie sein zweiter Gesamtsieg beim letzten Saisonwochenende auf dem Sandown International Motor Raceway in Melbourne deuteten jedoch klar das Potential des Neueinsteigers an. 2003 stand mit dem Falcon BA eine neue Entwicklungsstufe des Ford-Fahrzeugs zur Verfügung. Ambrose verfügte nun über ein meisterschaftsfähiges Fahrzeug, was er sogleich in weitere Siege und letztendlich den Titel ummünzen konnte. Er setzte sich dabei mit 102 Punkten Vorsprung gegen Greg Murphy durch, die Entscheidung fiel erst im letzten Rennen des letzten Rennwochenendes. 2004 konnte er diesen Erfolg wiederholen, sah sich nach dem Rennen in Gold Coast aber negativer Kritik ausgesetzt, nachdem er seinen Fahrerkollegen Rick Kelly nach einer Auseinandersetzung auf der Strecke absichtlich ausgebremst hatte und als Folge vom Veranstalter mit einer Geldstrafe von $A10,000 belegt worden war. Er wurde trotzdem 2003 und 2004 vom Veranstalter mit der Barry Sheene Medal ausgezeichnet, deren Träger sich auch abseits der Strecke durch Medieninteraktion, Charakter, Persönlichkeit oder Fanbeliebtheit um die Rennserie verdient gemacht haben.
2005 verfehlte Ambrose den Meisterschafts-Hattrick nur knapp, nachdem er auf dem Mount Panorama Circuit mit Greg Murphy aneinander geriet und beide ausschieden. Die dadurch verlorenen Punkte und schlechte Ergebnisse bei der folgenden Veranstaltung auf dem Surfers Paradise Street Circuit machten die Titelverteidigung aussichtslos, als Folge unterstützte Ambrose von nun an seinen Teamkollegen Russell Ignall, der in einer deutlich vielversprechenderen Position war, im Meisterschaftskampf und beendete die Saison, die Ignall gewann, auf dem dritten Rang. Gleichzeitig hatte er dadurch Anteil an der von Stone Brothers Racing gewonnenen Team- und der an Ford gehenenden Konstrukteursmeisterschaft.

### NASCAR (2006–2014)

#### Craftsman Truck Series (2006)
Bereits Anfang 2005 hatte Ambrose bekanntgegeben, sich 2006 motorsportlich neu zu orientieren und den Versuch zu starten, sich in den von der NASCAR sanktionierten Stock-Car-Meisterschaften in den Vereinigten Staaten zu etablieren. Ford verschaffte ihm ein Cockpit bei Wood Brothers/JTG Racing in der Einsteigerklasse Craftsman Truck Series, wo er den Wagen mit der Startnummer #20 erhielt. Beim vierten Saisonlauf gab Ambrose beim Kroger 250 auf dem kurzen Martinsville Speedway sein Debüt, nachdem er wie sein Teamkollege Bobby East aufgrund mangelnder Erfahrung vom Veranstalter keine Starterlaubnis für die drei sehr anspruchsvollen und bei sehr hohen Geschwindigkeiten ausgetragenen Superspeedway-Rennen am Saisonanfang erhalten hatte. Er schlug sich gut, wurde aber unverschuldet in einen Unfall verwickelt und konnte nur den 33. Rang erreichen. Mit diesem Rennen war Ambrose der erste Australier seit Dick Johnson 1990, der an einem NASCAR-Rennen teilgenommen hatte. Beim Lauf auf dem Kansas Speedway im Juli konnte Ambrose als Dritter erstmals einen Podiumsplatz erreichen und wiederholte diesen Erfolg später auf dem Nashville Superspeedway. Ein weiteres Saisonhighlight war die Pole Position auf dem Kentucky Speedway. Er beendete die Saison auf dem 21. Rang der Fahrermeisterschaft, hatte sich aber bewährt und erhielt von seinem Team eine Vertragsverlängerung.

#### NASCAR Busch Series / Nationwide Series (2007–2010)

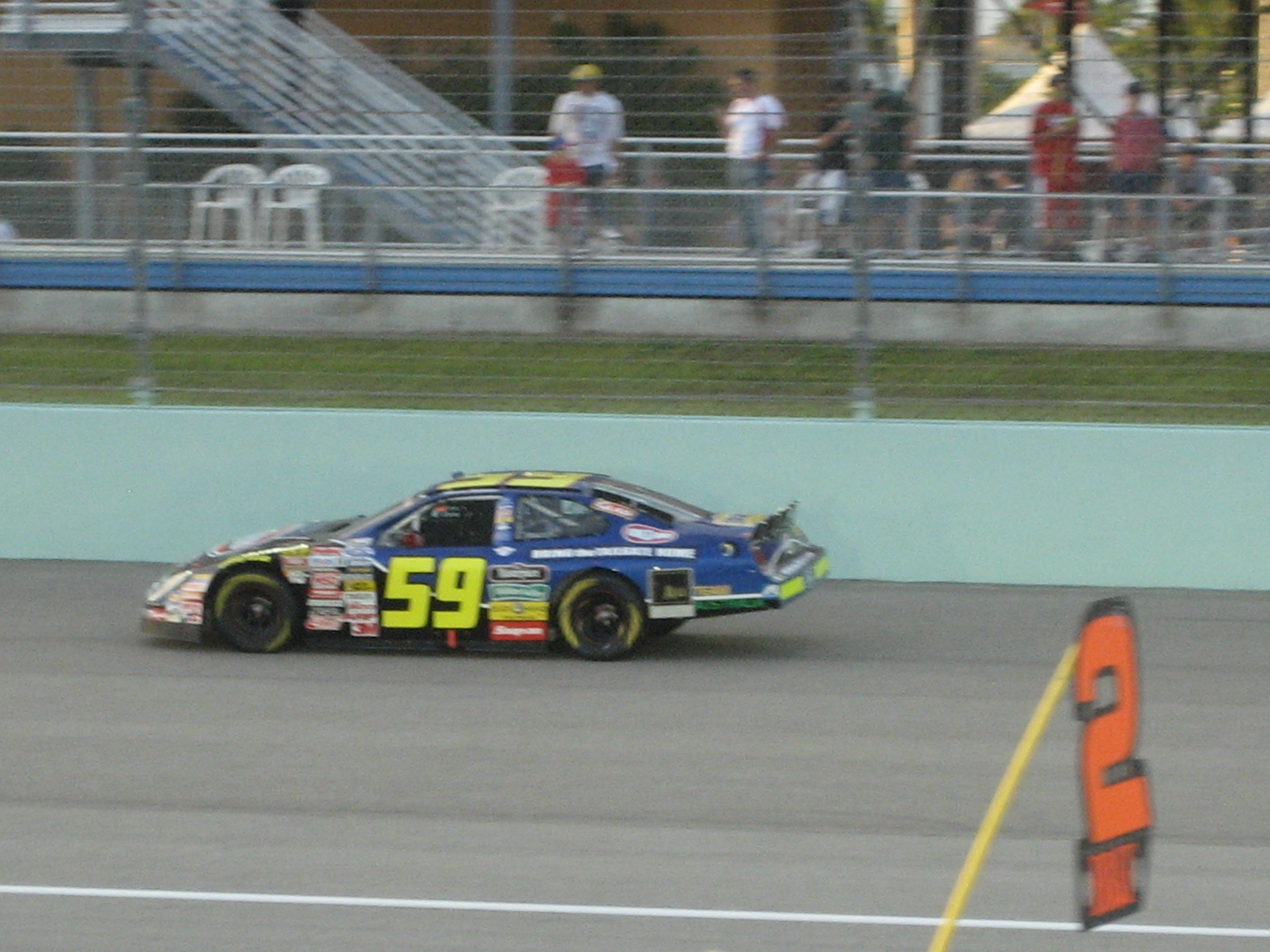
Ambrose in der Wood Brothers/JTG Racing #59 in Homestead-Miami, 2007

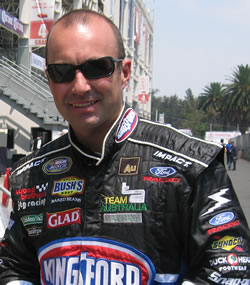
Marcos Ambrose 2008

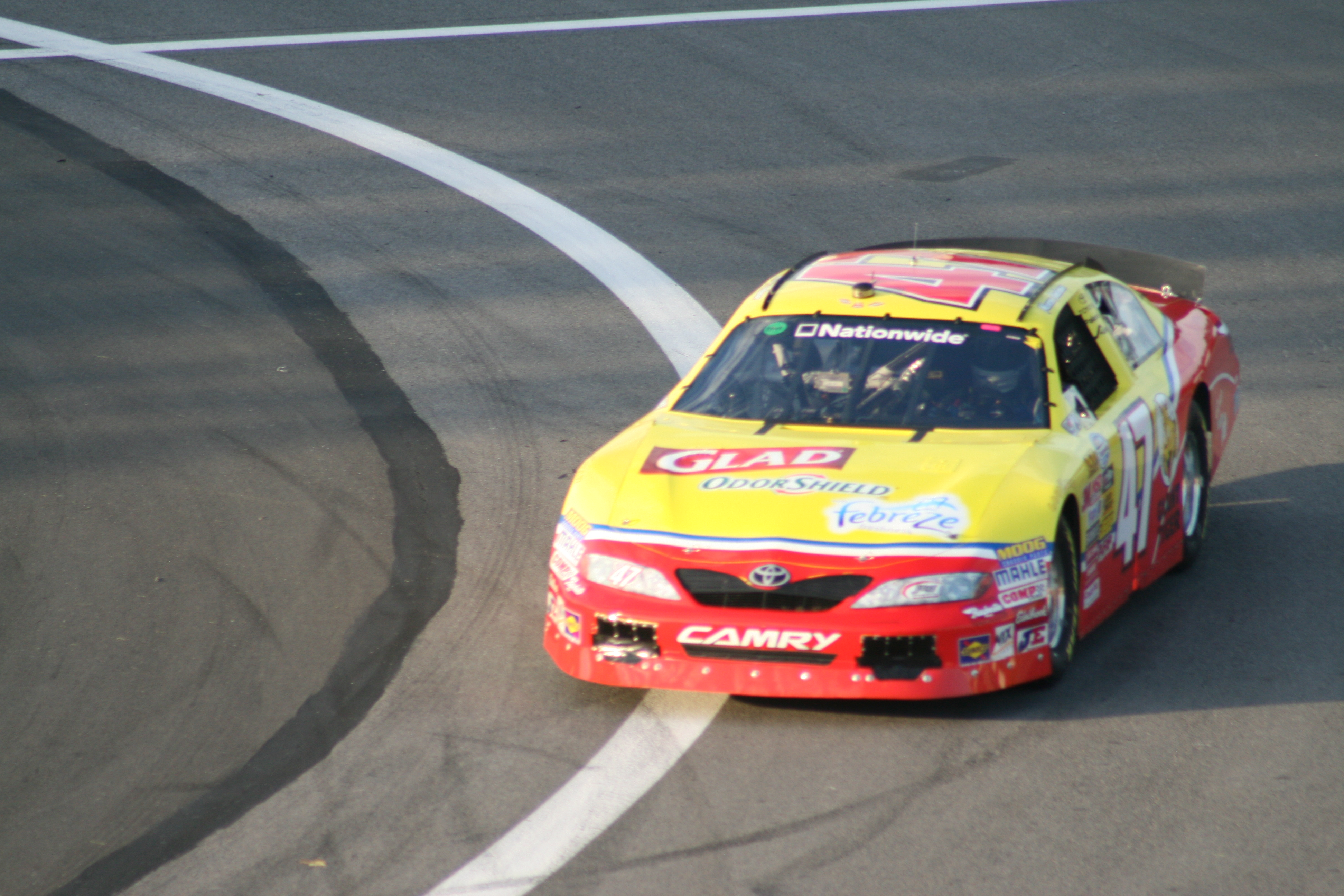
Ambrose in der #47 auf dem Circuit Gilles Villeneuve, 2010

Für die Saison 2007 wurde Ambrose von seinem Team in die höhergelegene NASCAR Busch Series befördert, wo er den Wood Brothers/JTG Racing Ford Fusion mit der Startnummer #59 pilotierte. Er war aufgrund seiner im Vorjahr gesammelten Erfahrungen nun für alle Saisonläufe zugelassen und platzierte sich regelmäßig im vorderen Mittelfeld.
Beim NAPA Auto Parts 200 auf dem kanadischen Straßenkurs Circuit Gilles-Villeneuve ergab sich eine große Chance für Ambrose: Der aufgrund seiner Erfahrung und vergangenen Erfolge im Tourenwagensport ohnehin als Geheimtipp geltende Australier konnte den Lokalmatadoren Patrick Carpentier, der von der Pole Position das Rennen aufnahm, früh überholen und sich einen Vorsprung erarbeiten. Ambrose geriet, nachdem das Rennen nach einer Gelbphase wieder freigegeben wurde, in ein Duell mit Robby Gordon um die Führung, die dieser schließlich übernahm. Beim Versuch, ihn zurück zu überholen, kollidierten die Fahrzeuge. Gordon drehte sich ins Kiesbett, Ambrose konnte seinen Wagen auf der Strecke halten. In der allgemeinen Verwirrung aufgrund einer beinahe zeitgleichen Massenkarambolage im Hinterfeld entschied der Veranstalter, dass Gordon das Rennen nicht an der Spitze, sondern als 13. wieder aufzunehmen habe. Die Fernsehbilder zeigten aber klar, dass zum Zeitpunkt des Drehers bereits wieder die gelbe Flagge geschwenkt wurde. Da bei einer Gelbphase grundsätzlich das letzte Klassement vor dem Ausrufen der Caution herangezogen wird, hätte Gordon der erste oder zumindest zweite Platz im Klassement zugestanden. Der dadurch frustrierte Gordon sah sich einer sicheren Siegeschance beraubt, widersetzte sich und blieb direkt hinter dem führenden Ambrose. Er wurde als Folge disqualifiziert, ignorierte diese Entscheidung aber ebenfalls, fuhr rundenlang hinter Ambrose weiter und rammte ihn in der vorletzten Runde absichtlich. Ambrose drehte sich, konnte das Rennen wieder aufnehmen und wurde letztlich als Siebter gewertet.
Aufgrund dieses Zwischenfalls blieb der vierte Platz auf dem Memphis International Raceway Ambrose' bestes Saisonergebnis, er belegte in der Fahrermeisterschaft den 8. Platz. Damit war er der erfolgreichste Fahrer der Saison, der nicht auch parallel im höhergelegenen NASCAR Nextel Cup startete. Zwei von Robby Gordon als Wiedergutmachung für die Vorkommnisse in Kanada angebotene Startmöglichkeiten mit dessen Fahrzeug #77 in der Craftsman Truck Series konnte Ambrose aufgrund privater Umstände nicht wahrnehmen.
2008 ging Ambrose in seine zweite und letzte vollständige Saison in der nun als Nationwide Series bezeichneten, zweithöchsten Liga. Er zeichnete sich wieder bei den auf Straßenkursen ausgetragenen Läufen aus und gewann schließlich mit dem Zippo 200 auf dem Watkins Glen International sein erstes NASCAR-Rennen. Die Saison beendete Ambrose als Zehnter. Von 2009 bis 2014 nahm Ambrose aufgrund seines Aufstiegs in den NASCAR Sprint Cup nur noch an einzelnen Rennen teil. Er gewann drei weitere Rennen in Watkins Glen sowie 2011 den Lauf auf dem Circuit Gilles Villeneuve in Kanada.

#### NASCAR Sprint Cup (2009–2014)

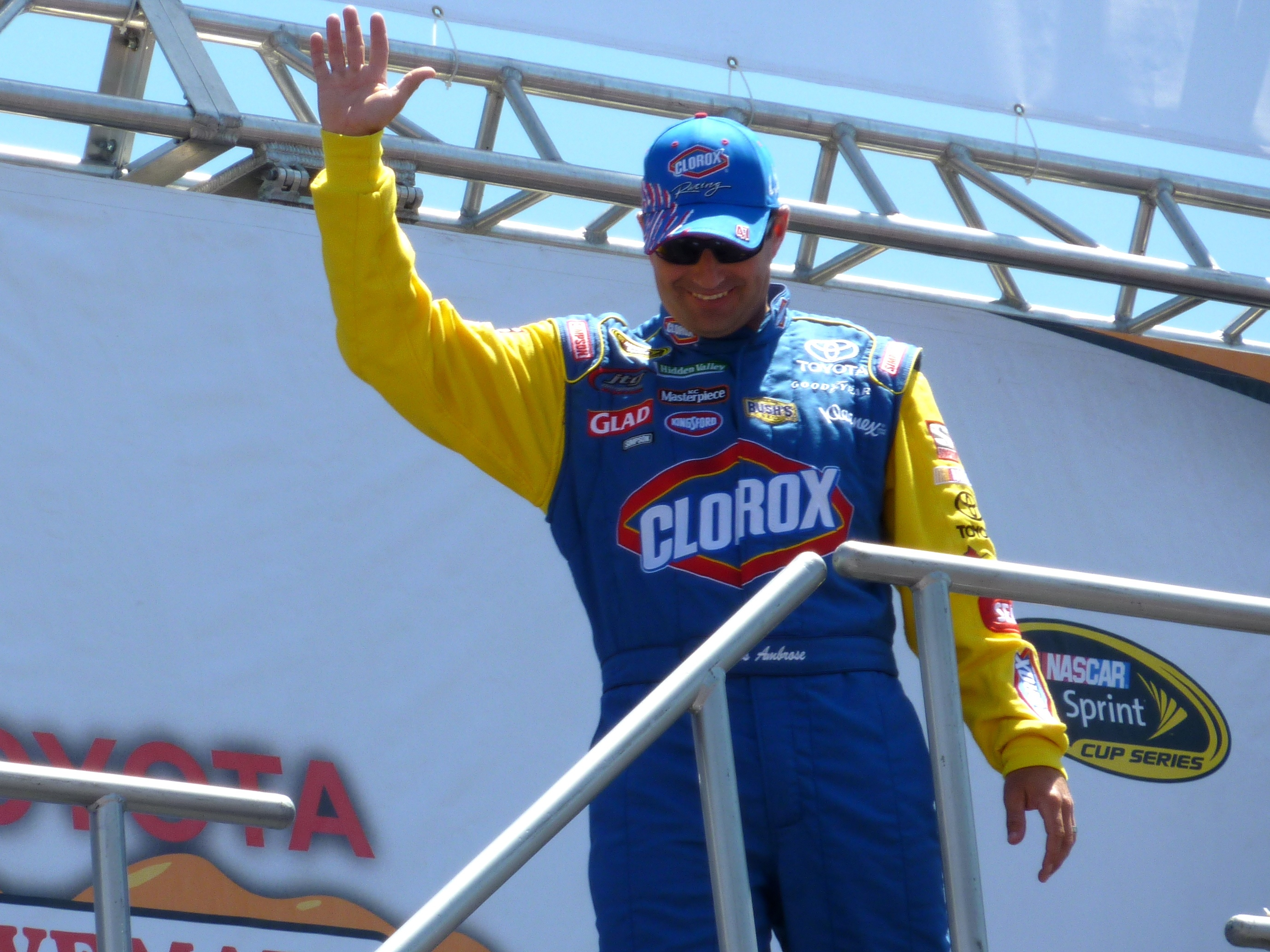
2010 in Sonoma

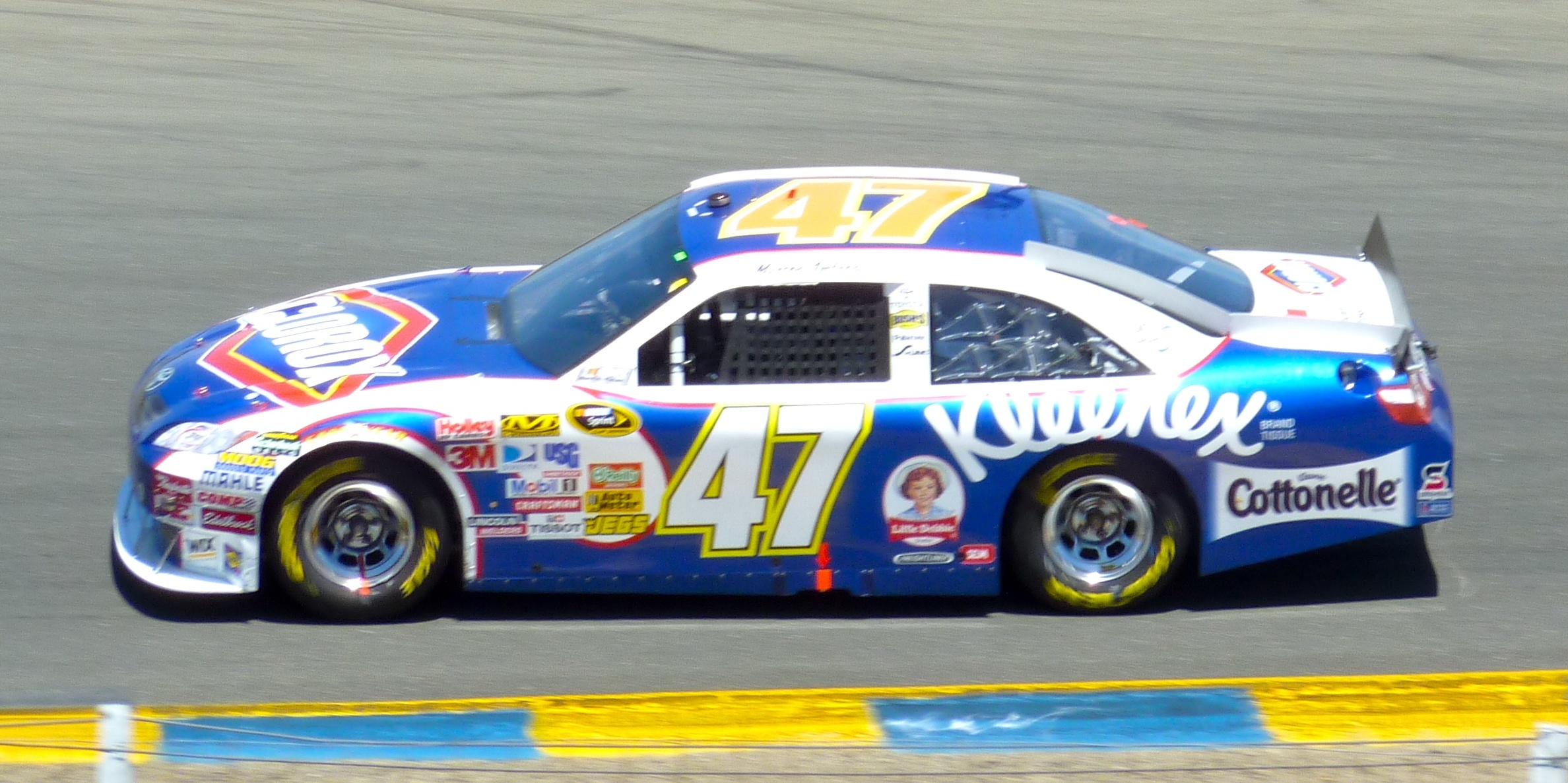
Ambrose in der JTG Daugherty Racing #47 in Sonoma, 2010

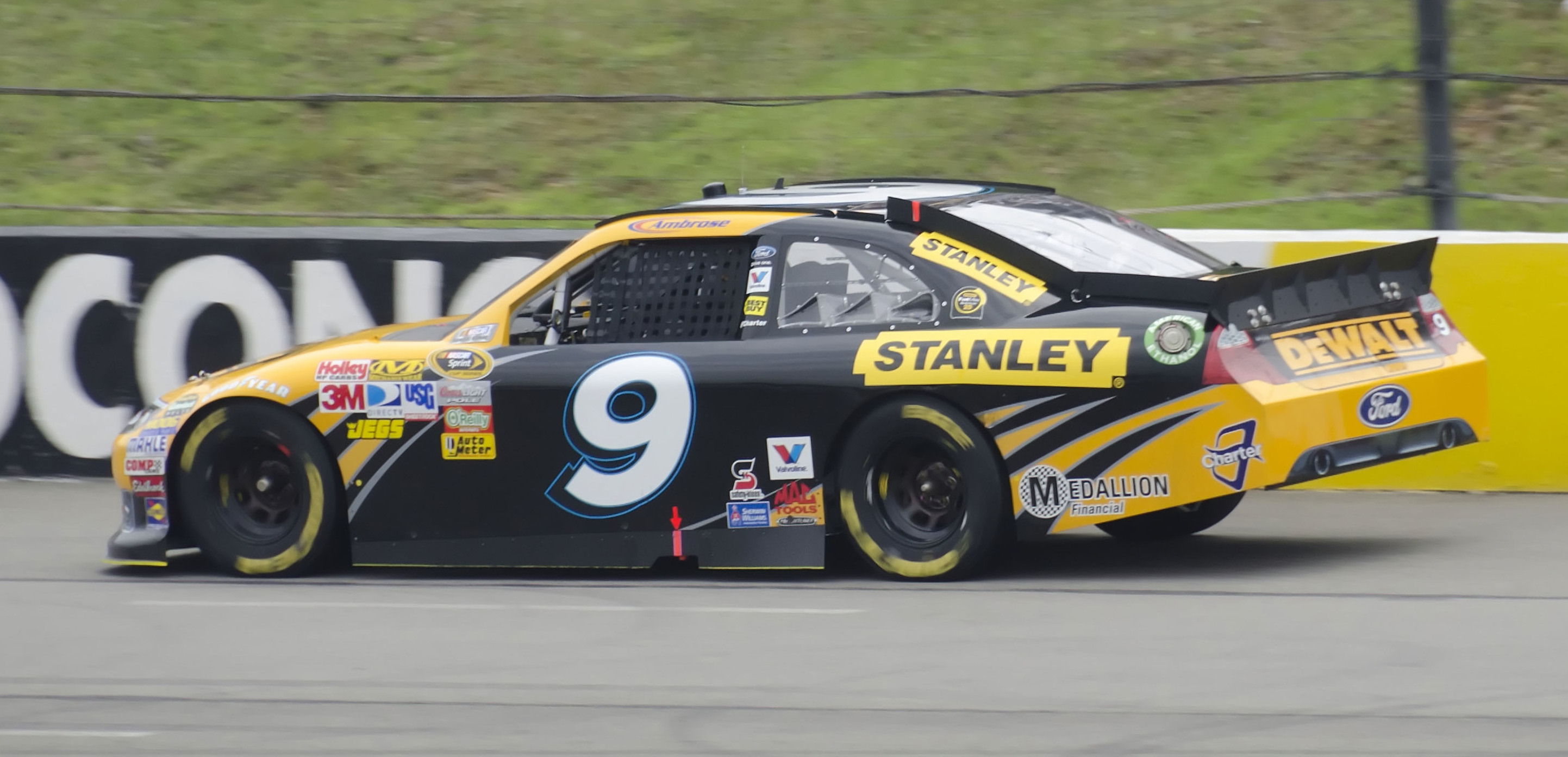
… und in der #9 in Pocono, 2011

Ab der Saison 2009 startete Ambrose als Vollzeitfahrer in der höchsten Klasse der NASCAR, die zu dieser Zeit als Sprint Cup bezeichnet wurde. Er fuhr den Toyota Camry mit der Startnummer #47 für JTG Daugherty Racing und erzielte regelmäßig Ergebnisse im vorderen Mittelfeld. Das beste Saisonergebnis war ein zweiter Platz in Watkins Glen hinter Tony Stewart, nachdem er sich mit ihm in den Schlussrunden ein enges Duell um den Sieg geliefert hatte. Auf dem Infineon Raceway und Bristol Motor Speedway wurde Ambrose zusätzlich Dritter. Er belegte am Saisonende Rang 18. 2010 blieb er bei JTG Daugherty Racing, erzielte aber etwas schlechtere Ergebnisse und wurde entsprechend als 26. klassifiziert. Für den Sprint Cup 2011 wurde Ambrose von Richard Petty Motorsports unter Vertrag genommen und wechselte auf den Ford Fusion mit der Startnummer #9. Mit dem neuen Wagen gelang ihm schließlich in Watkins Glen der erste Sieg im NASCAR Sprint Cup. 2012 wiederholte er dort diesen Erfolg und qualifizierte sich 2013 auf die Pole-Position. Er führte das Rennen lange Zeit an, geriet fünf Runden vor Schluss aber in eine Kollision mit Tony Stewart und schied aus.
Zur Saison 2014 zeichnete sich das Ende von Ambrose' Engagement in Nordamerika ab, da er zwischenzeitlich eine Familie gegründet hatte und seine Kinder in der Heimat Australien großziehen wollte. Beim Richmond 400 auf dem Richmond Raceway lag er lange unter den ersten Fünf, wurde im Kampf mit Casey Mears aber von ihm angeschoben, wodurch Ambrose mehrere Positionen verlor. Nach dem Rennen gerieten die beiden Fahrer aneinander. Für die Handgreiflichkeiten mussten Ambrose und Mears jeweils eine Strafzahlung an den Veranstalter zahlen und erhielten eine Rennsperre auf einmonatige Bewährung. Eine letzte große Leistung war das Cheez-It 355 at The Glen, wo er vom zweiten Startplatz aus zeitweise die Führung übernehmen konnte und das Rennen nur knapp an Jeff Gordon verlor. Ambrose beendete seine letzte NSACAR-Saison auf dem 23. Rang.

### Letzte Rennen und Karriereende (ab 2015)

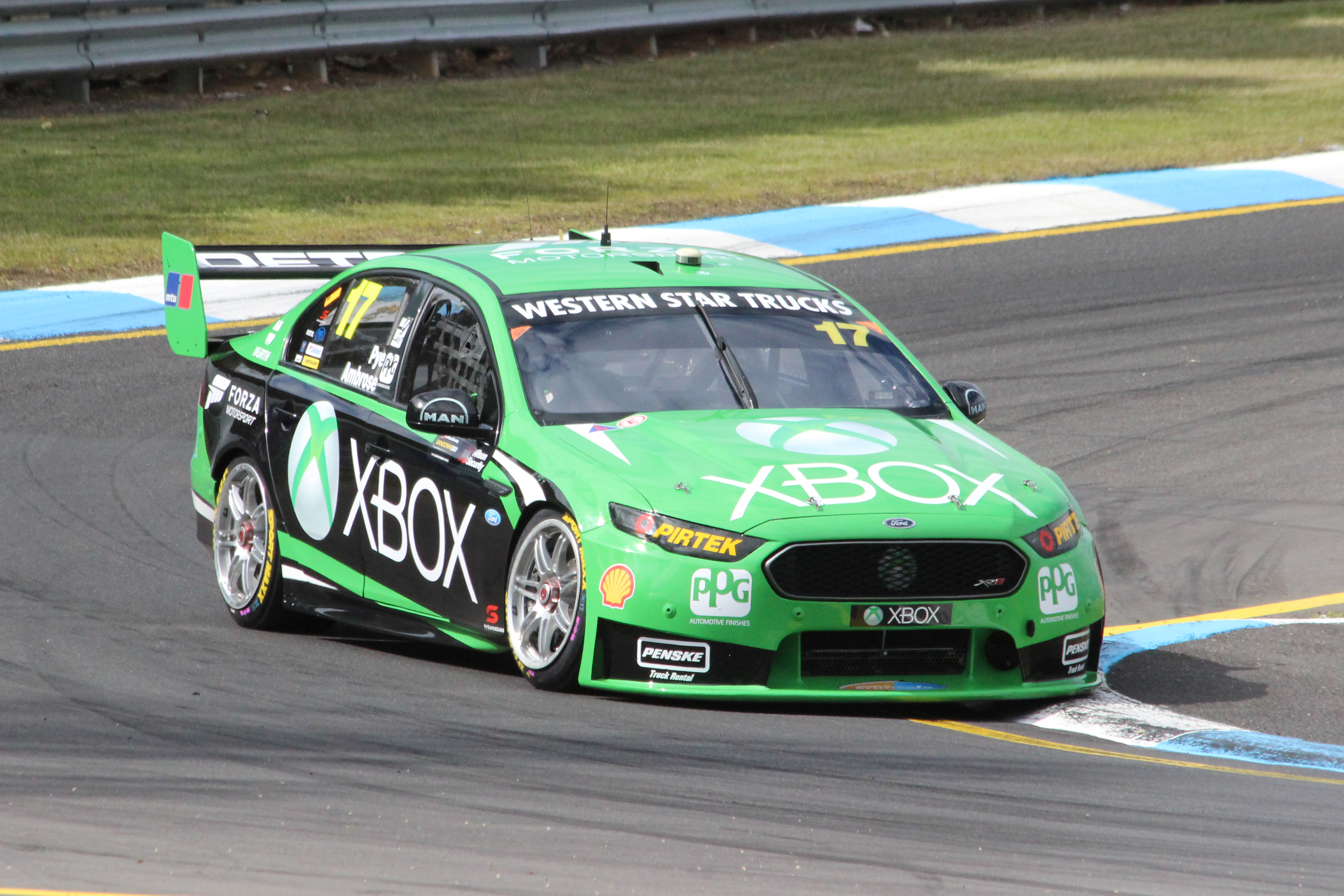
Ambrose im DJR-Penske-Ford in der Supercars Championship, 2015

Im September 2014 wurde Ambrose' Rückkehr in die australische Supercars Championship bekanntgegeben. Er fuhr einen Ford Falcon FG X für mit DJR Team Penske und startete auf dem Homebush Street Circuit bei der letzten Veranstaltung der Saison 2014 erstmalig wieder zu einem Supercars-Rennen. Er kam bei allen drei Durchläufen im hinteren Mittelfeld ins Ziel. Nachdem ihm bei der Saisoneröffnung 2015 auf dem Adelaide Street Circuit ebenfalls nur unbefriedigende Ergebnisse gelungen waren, legte er eine Pause ein und wurde durch Scott Pye abgelöst. Mitte des Jahres fuhr Ambrose noch einige letzte Rennen, konnte sich aber nicht verbessern und beendete schließlich überraschend auf eigenen Wunsch mangels längerfristiger Perspektiven seine aktive Rennfahrerkarriere.
Zum 6-Stunden-Rennen von Bathurst auf dem Mount Panorama Circuit kehrte Ambrose am Osterwochenende 2023 noch einmal als Fahrer zurück. Er bildete mit Tim Brooke eine Fahrermannschaft für die Miedecke Motor Group, fiel aber nach zwei Stunden aufgrund eines Defekts am experimentellen automatischen Getriebe des Ford Mustangs vorzeitig aus. Zu diesem Zeitpunkt lag er in seiner Fahrzeugklasse A2 in Führung.